# Paula Saldanha
Paula Marie Jeanne Saldanha (* 6. März 1972 in Funchal) ist eine ehemalige portugiesische Judoka, die 1992 Olympiasiebte und 1999 Vizeeuropameisterin war.

## Sportliche Karriere
Die 1,63 m große Paula Saldanha trat im Halbleichtgewicht an, der Gewichtsklasse bis 52 Kilogramm. In dieser Gewichtsklasse gewann sie elf portugiesische Meistertitel: 1989, 1990, 1992 bis 1997, 1999, 2000 und 2002. 1988 und 1991 belegte sie den zweiten Platz hinter Paula Pontes.
Bei den Europameisterschaften 1992 in Paris belegte sie den fünften Platz, nachdem sie im Kampf um Bronze gegen die Belgierin Heidi Goossens verloren hatte. Drei Monate später fand in Barcelona das erste olympische Turnier im Frauenjudo statt. Ihren ersten Kampf gegen die Mongolin Ravdangiin Dechinmaa gewann Saldanha nach 14 Sekunden. Im Achtelfinale bezwang sie die Kanadierin Lyne Poirier mit einer Koka-Wertung, im Viertelfinale unterlag sie der Niederländerin Jessica Gal nach 3:15 Minuten. In der Hoffnungsrunde siegte Saldanha gegen Dina Maksutowa aus dem Vereinten Team und verlor gegen die Italienerin Alessandra Giungi.
1994 belegte Saldanha bei den Europameisterschaften in Danzig den fünften Platz, nachdem sie im Halbfinale gegen die Polin Ewa-Larysa Krause und im Kampf um Bronze gegen die Deutsche Alexa von Schwichow verloren hatte. Erst fünf Jahre später erreichte Saldanha bei den Europameisterschaften 1999 in Bratislava wieder das Halbfinale. Mit einem Sieg über die Niederländerin Deborah Gravenstijn erreichte sie diesmal das Finale und erhielt Silber hinter der Britin Deborah Allan. Im Jahr darauf unterlag sie bei den Europameisterschaften 2000 in Breslau im Viertelfinale der Französin Laëtitia Tignola, in der Hoffnungsrunde schied sie gegen die Deutsche Raffaella Imbriani aus und belegte den siebten Platz.
Nach ihrer aktiven Karriere wurde sie Schiedsrichterin bei internationalen Judoturnieren.